# Colobothea meleagrina
Colobothea meleagrina là một loài bọ cánh cứng trong họ Cerambycidae.